# 루돌프 슈스테르
루돌프 슈스테르(슬로바키아어: Rudolf Schuster [ˈʃustɛr], 1934년 1월 4일~)는 슬로바키아의 제2대 대통령이다.

## 생애
1934년 체코슬로바키아 코시체에서 출생하였다. 1964년~1990년에는 슬로바키아 공산당의 일원이 되었다.
대통령직 이전에는 코시체의 시장직을 1983년~1986년, 1994년~1990년 사이에 임했다. 이후 1999년부터 2004년까지 대통령직을 임했다. 2004년 4월의 대통령 선거에서 재선에 도전하였으나 패배하여 대통령직에서 물려났다.

## 역대 선거 결과
| 선거명      | 직책명              | 대수 | 정당       | 1차 득표율 | 1차 득표수  | 2차 득표율 | 2차 득표수  | 결과 | 당락 |
| ----------- | ------------------- | ---- | ---------- | ---------- | ----------- | ---------- | ----------- | ---- | ---- |
| 1999년 선거 | 슬로바키아의 대통령 | 2대  | 시민화합당 | 47.38%     | 1,396,950표 | 57.18%     | 1,727,481표 | 1위  |      |